# Hondo (film)
Hondo is een Amerikaanse western uit 1953 onder regie van John Farrow. Het scenario is gebaseerd op de novelle The Gift of Cochise (1952) van de Amerikaanse auteur Louis L'Amour.

## Verhaal
Hondo Lane is een koerier bij het Amerikaanse leger, die in 1874 halt maakt op een boerderij in Apachegebied. Hij treft er een geharde Angie Lowe en haar zoontje aan. Het plaatselijke indianenopperhoofd heeft zijn zinnen op haar gezet. Hondo Lane wordt zo weldra de beschermer van het gezin.

## Rolverdeling
| Acteur         | Personage       |
| -------------- | --------------- |
| John Wayne     | Hondo Lane      |
| Geraldine Page | Angie Lowe      |
| Ward Bond      | Buffalo Baker   |
| Michael Pate   | Vittorio        |
| James Arness   | Lennie          |
| Rodolfo Acosta | Silva           |
| Leo Gordon     | Ed Lowe         |
| Tom Irish      | Luitenant McKay |
| Lee Aaker      | Johnny Lowe     |
| Paul Fix       | Majoor Sherry   |
| Rayford Barnes | Pete            |